# Rhinopoma microphyllum
Rhinopoma microphyllum là một loài động vật có vú trong họ Rhinopomatidae, bộ Dơi. Loài này được Brünnich mô tả năm 1782.

## Hình ảnh

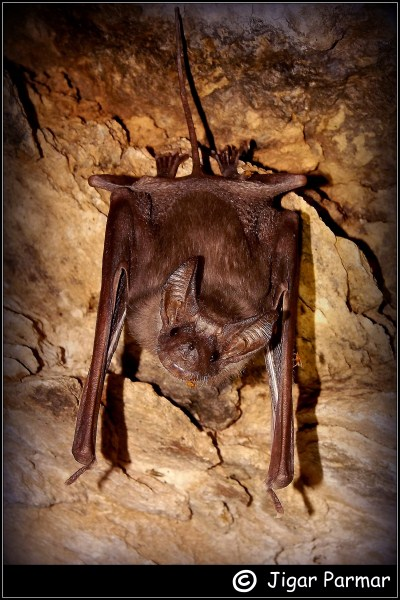
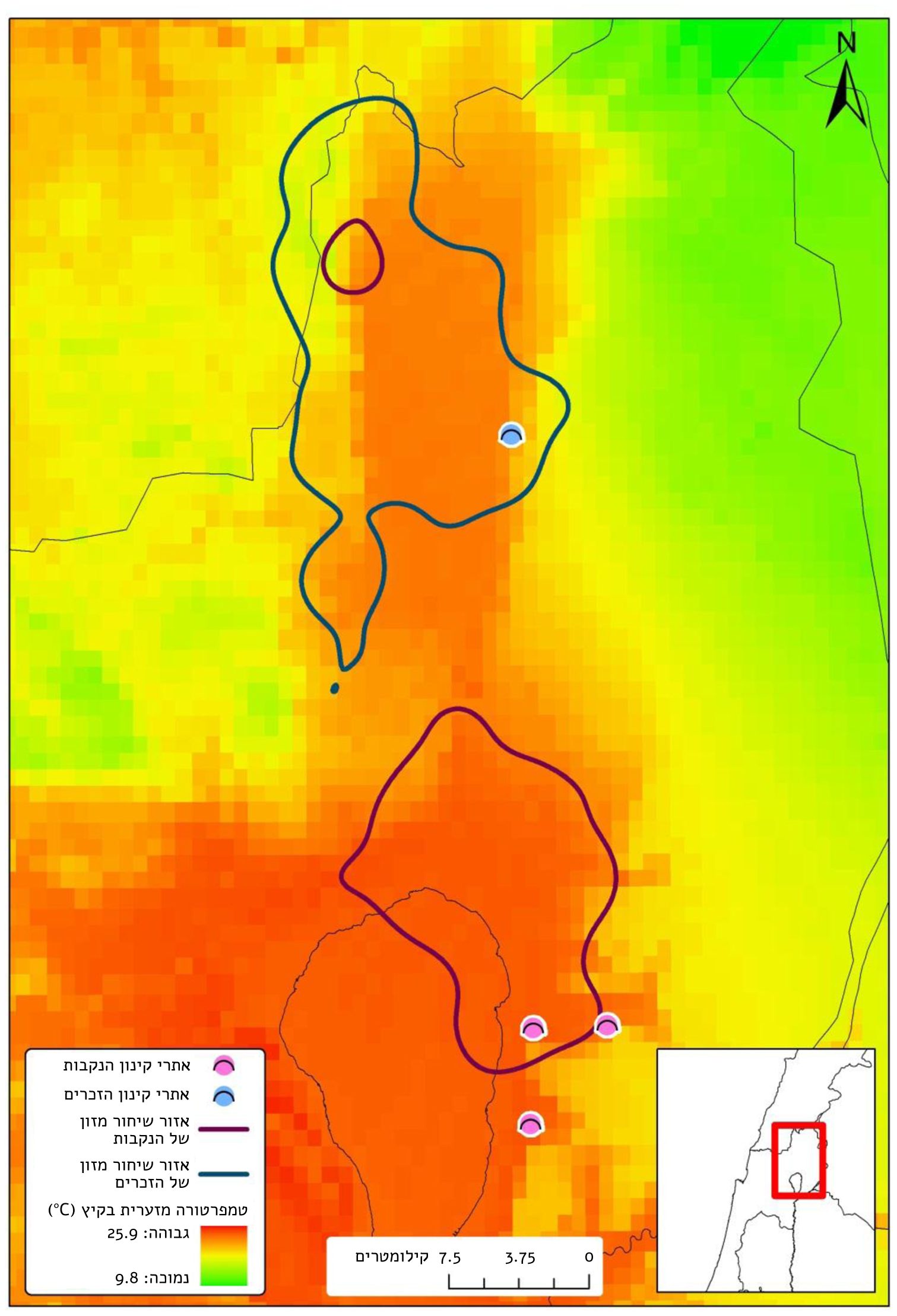